# Aleksander Dzieduszycki (kasztelan)
Aleksander Dzieduszycki  (ur. ok. 1600, zm. 1653) – herbu Sas, kasztelan lubaczowski w latach 1646–1653. Syn Jerzego Dzieduszyckiego. Ożenił się z Anną Czuryło (córka stolnika sanockiego Mikołaja Czuryły), z którą miał synów: Mikołaja i Jana Franciszka. Właściciel majątku w Śnitkowie.